# Акчикасинське сільське поселення
Акчика́синське сільське поселення (рос. Акчикасинское сельское поселение) — муніципальне утворення у складі Красночетайського району Чувашії, Росія. Адміністративний центр — присілок Акчикаси.

## Населення
Населення — 1424 особи (2019, 1784 у 2010, 2175 у 2002).

## Склад
До складу поселення входять такі населені пункти:
| Населений пункт         | Населення, осіб (2002) | Населення, осіб (2010) |
| ----------------------- | ---------------------- | ---------------------- |
| Акчикаси, присілок      | 447                    | 368                    |
| Баймашкіно, село        | 443                    | 383                    |
| Калугіно, присілок      | 279                    | 254                    |
| Липовка Перша, присілок | 125                    | 98                     |
| Шоля, присілок          | 608                    | 470                    |
| Ямаші, присілок         | 273                    | 211                    |